# 맥스 캐쉬
맥스 캐시(Max Kasch, 1985년 12월 6일 ~ )는 영국의 배우이다.
샌타모니카에서 태어났다.

## 출연 작품

### 영화
- 홀즈 (2003) - 지그재그 역
- Chrystal (2004)
- 웨이팅 (2005, Waiting...) - 시어도어 "T-도그" 역
  - 스틸 웨이팅... (2009, Still Waiting...)
- 내 생애 최고의 경기 (2005) - 프레디 월리스 역
- 나이트 플라이트 (2005) - 헤드폰 아이 역
- 쉬룸스 (2006)
- 어느날 갑자기 (2006, Right at Your Door) - 상등병 역
- 포에버 스트롱 (2008, Forever Strong)
- 위플래쉬 (2014)

### 텔레비전
- ER (2001)